# NGC 3227
NGC 3227 este o galaxie seyfert situată în constelația Leul. A fost descoperită în 15 februarie 1784 de către William Herschel. Se află la o distanță de 20,9 de megaparseci de Pământ.